# ALCO RSD-1
Die Lokomotiven der Baureihe ALCO RSD-1 waren Diesellokomotiven mit der Achsfolge Co’Co’. Sie wurden von 1942 bis 1946 gebaut und stellten die sechsachsige Version der ALCO RS-1 dar.

## Geschichte
Die vierachsige Vorgängerbauart dieser Baureihe führte die Bezeichnung ALCO RS-1 und wurde von der Lokomotivfabrik ALCO gebaut. Sie wurde in viele Staaten geliefert. Allein ihre hohe Achslast machte einen freizügigen Einsatz nicht möglich. 
Nach dem Kriegseintritt der USA wurde 1942 für die im Zuge der britisch-sowjetischen Besetzung beschlagnahmte Transiranische Eisenbahn, über die die Sowjetunion mit kriegswichtigem Material beliefert wurde, regelspurige Diesellokomotiven als Ersatz für die vorhandenen Dampflokomotiven gesucht, da viele Tunnels und Wassermangel den Betrieb erschwerten. Es wurden daher die ersten 13 ausgelieferten RS-1 requiriert und im Werk auf die sechsachsige Variante umgebaut. Gegenüber der vierachsigen Version wurde die Dieselmotorleistung nicht gesteigert, so dass die Maschinen etwas untermotorisiert waren. Ebenso boten die großen Steppen der südlichen UdSSR wenig Kohle und Wasser für die ineffiziente Dampftraktion, weswegen auch Breitspur-Exemplare gebaut wurden.
Die Technik der Lokomotiven entsprach der robusten amerikanischen Bauweise der damaligen Zeit. Der Antrieb erfolgte durch einen langsam laufenden Sechszylinder-Viertaktdieselmotor des Typs ALCO 539T mit elektrischer Kraftübertragung. Für eine genaue Beschreibung der Technik siehe SŽD-Baureihe ТЭ1. Insgesamt wurden 150 Lokomotiven hergestellt.

### SŽD-Baureihe Дa
Der Großteil dieser Maschinen, 68 Lokomotiven, wurde in die damalige Sowjetunion geliefert. Sie erhielten dort die Reihenbezeichnung Дa. Der Hersteller fertigte 70 Lokomotiven, von denen zwei auf dem Seeweg in die Sowjetunion durch U-Boote verloren gingen. Die Lokomotiven kamen über die Weißmeer-Häfen von Murmansk und Sewerodwinsk in die Sowjetunion. Die Lokomotive Дa 20-27 bespannte zusammen mit der Dampflokomotive ЭМ 1387 den Sonderzug von Josef Stalin zur Potsdamer Konferenz. Das hat den Entschluss zur Ableitung des Baues der SŽD-Baureihe ТЭ1 stark beeinflusst.
Die Lokomotiven wurden in der Folgezeit mit vielen Baugruppen der SŽD-Baureihe ТЭ1 vereinheitlicht. Sie waren in der Sowjetunion etwa 40 Jahre in Betrieb und wurden in den 1980er Jahren ausgemustert.

### RSD bei anderen Bahnverwaltungen
Laut Internet waren 42 Lokomotiven im Iran eingesetzt, von diesen gingen 36 Maschinen 1950 nach Alaska. Ungefähr 20 Fahrzeuge wurden für den Betrieb in den USA ausgeliefert. 29 Lokomotiven gelangten 1945 nach Europa. Sie kehrten 1946 in die USA zurück. Für die São Paulo Railway Company in Brasilien wurden vier Lokomotiven ohne Fahrmotor auf den Mittelachsen der Drehgestelle als (A1A)(A1A)-Variante gebaut und 1946 geliefert.